# 燕山乡 (蚌埠市)
燕山乡是中国安徽省蚌埠市蚌山区下辖的一个乡，坐落于燕山脚下。辖区总面积67平方公里，人口约3.5万。
燕山乡毗邻龙子湖风景区，西至蚌埠市高新技术开发区，南与凤阳县接壤。

## 行政区划
燕山乡下辖以下地区：
雅郢社区、陈梁村、孙家圩村、田荣村、定庵村、洼张村、徐桥村、铅山村、姜桥村、王巷村、梨朱村、岗北村、南庙村、燕山村、雅郢村、洼王村、机场新村、金圩村、陶店村和仲集村。